# Глутамиламинопептидаза
Глутамиламинопептидаза — фермент, который у человека кодируется геном ENPEP. Также известен как CD249, BP-1, gp160. Глутамиламинопептидаза предположительно играет роль в катаболическом пути ренин-ангиотензиновой системы и в регуляции роста и дифференцировки В-лимфоцитов.
Впервые этот гликопротеин был обнаружен (под именем антиген 6C3) с помощью моноклональных антител на поверхности незрелых В-лимфоцитов (пре-В-лимфоцитов), заражённых онкогенным вирусом A-MuLV, и было предположено, что он является продуктом активности вируса. Независимо белок был открыт как маркер ранней стадии развития нормальных В-лимфоцитов (пре-В-лимфоцитов) и назван антигеном BP-1. Позднее было показано, что оба антигена являются одним и тем же белком, который в норме синтезируется пре-В-клетками и оверпродуцируется при их злокачественном перерождении.
Глутамиламинопептидаза обладает экзопептидазной активностью и способна отщеплять N-концевые остатки глутаминовой и аспарагиновой кислот от пептидов.
Помимо В-клеток, глутамиламинопептидаза синтезируется в эндотелиальных клетках, плаценте и эпителии кишечника и проксимальных почечных канальцев.